# Sierra Nevada Corporation
Sierra Nevada Corporation (SNC) é uma empresa estadunidense de eletrônicos e integrador de sistema especializada em microssatélites, telemedicina e serviços de transporte orbital comercial. A empresa é um fornecedor do exército dos Estados Unidos, da NASA e da indústria espacial privada.
A Sierra Nevada Corporation desenvolve, através de sua subsidiária Sierra Nevada Corporation’s Space Systems combinanda com a SpaceDev adquirida em 2008 e outra subsidiária, a nave espacial Dream Chaser. Ele foi selecionado pela NASA em fevereiro de 2010 para a primeira fase do programa Commercial Crew Development (CCDev): Este programa visa desenvolver uma espaçonave capaz de transportar astronautas para a Estação Espacial Internacional e foi um dos quatro finalistas para este programa em 2011 recebendo 80 milhões de dólares para continuar a desenvolver o nave Dream Chaser.
A empresa, que tem sede em Sparks, Nevada. emprega mais de 3 mil pessoas. A SNC tem seis áreas diferentes de negócios, e 33 locais em 18 estados e três locais na Europa.

## História

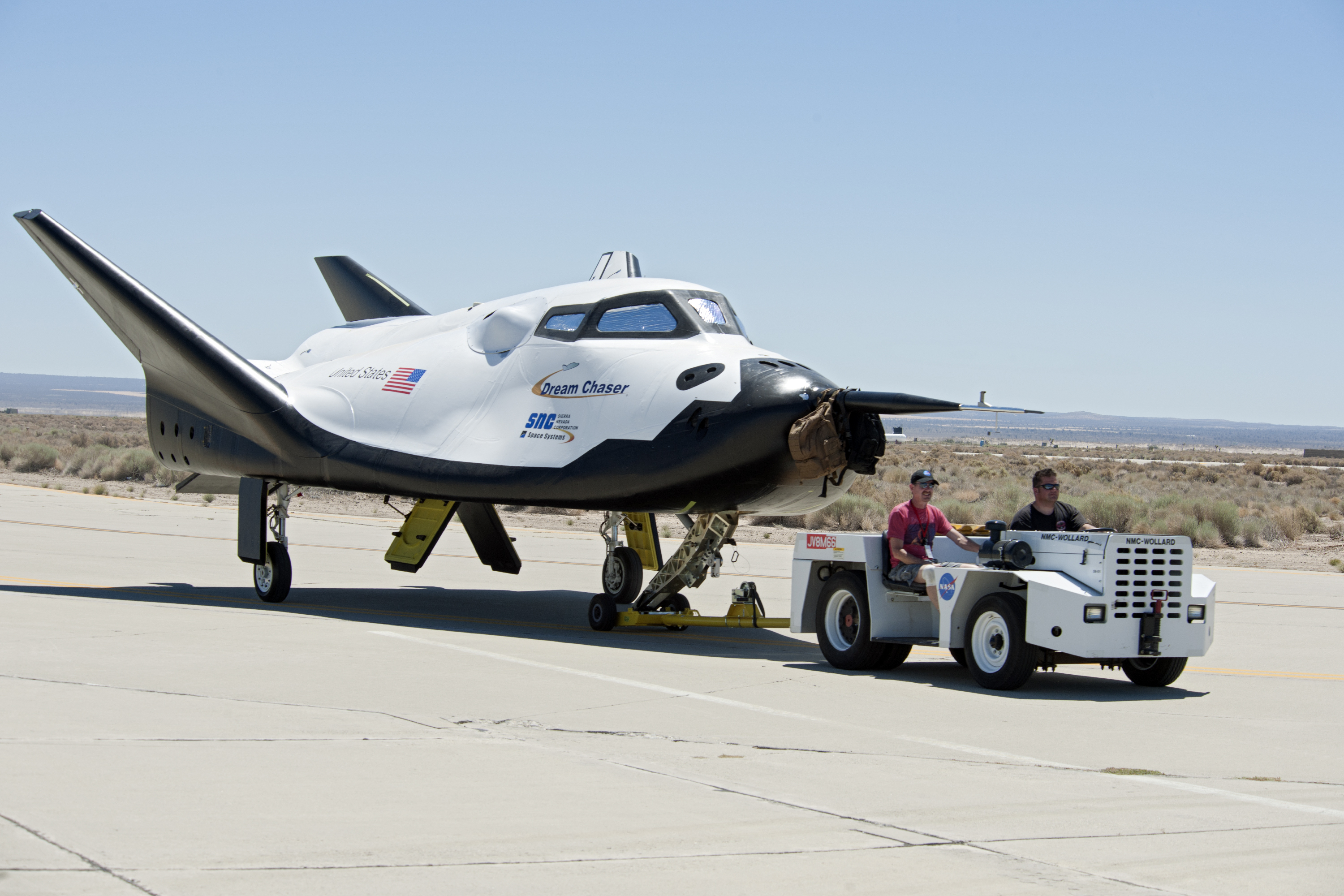
A espaçonave Dream Chaser da Sierra Nevada.

A empresa foi fundada em 1963 por John Chisholm. A SNC começou como uma pequena empresa com poucos funcionários, trabalhando fora de um hangar de aviões em  Stead, Nevada. Mais tarde ela foi propriedade e operada pela filha de Chisholm, Michelle Bergfield (Chisholm), e posteriormente foi adquirida em 1994 pelos cônjuges Fatih Ozmen e Eren Ozmen. Fatih Ozmen foi um dos funcionários originais contratados por Chisholm em 1981. A Sierra Nevada Corporation é agora uma empresa privada sob a liderança e propriedade exclusiva do diretor executivo, Fatih Ozmen e da Presidente, Eren Ozmen. Os Ozmens são turcos, mas vivem nos Estados Unidos.